# 北海道道572号八雲港線
北海道道572号八雲港線（ほっかいどうどう572ごう やくもこうせん）は、北海道二海郡八雲町内を結ぶ一般道道（北海道道）である。

## 概要
八雲漁港と国道5号を結ぶ路線である。

### 路線データ
- 起点：北海道二海郡八雲町内浦町（八雲港）
- 終点：北海道二海郡八雲町内浦町（国道5号交点）
- 総延長：0.161 km
- 実延長：0.146 km
- 重用延長：0.015 km

## 歴史
- 1967年（昭和42年）3月31日 - 路線認定[1]。総延長1.582 km。
- 1985年（昭和60年）5月27日 - 国道5号八雲バイパスの完成に伴い区間変更[2]。終点が変更となる。

## 地理

### 通過する自治体
- 渡島総合振興局
  - 二海郡八雲町

### 交差する道路
八雲町
- 国道5号 - 内浦町（終点）

### 沿線にある施設など
八雲町
- 八雲漁港 - 内浦町